# Green Valley (Contea di Shawano, Wisconsin)
Green Valley è un comune degli Stati Uniti, situato in Wisconsin, nella Contea di Shawano.